# Понти-ди-Лима (район)
По́нти-ди-Ли́ма (порт. Ponte de Lima) — район (фрегезия) в Португалии, входит в округ Виана-ду-Каштелу. Является составной частью муниципалитета Понти-ди-Лима. По старому административному делению входил в провинцию Минью. Входит в экономико-статистический субрегион Минью-Лима, который входит в Северный регион. Население составляет 2752 человека на 2001 год. Занимает площадь 1,41 км².